# Zuidschalkwijk
Pour les articles homonymes, voir Schalkwijk.
Zuidschalkwijk est une ancienne commune néerlandaise de la province de la Hollande-Septentrionale, issue d'une ancienne seigneurie située à l'est de Haarlem.

## Description
La commune était composée du village de Zuid-Schalkwijk et quelques hameaux. En 1840, la commune comptait 17 maisons et 128 habitants, dont 90 à Zuid-Schalkwijk, 32 à Vijfhuizen, en 6 à Nieuwerkerk aan den Drecht.
Rattachée de manière temporaire à Spaarnwoude de 1812 à 1817, le 22 septembre 1863, la commune est supprimée et rattachée à Haarlemmerliede en Spaarnwoude. En 1963, cette dernière doit céder le territoire de l'ancienne commune de Zuidschalkwijk à la ville de Haarlem; le quartier de Schalkwijk est né.